# Fluvial

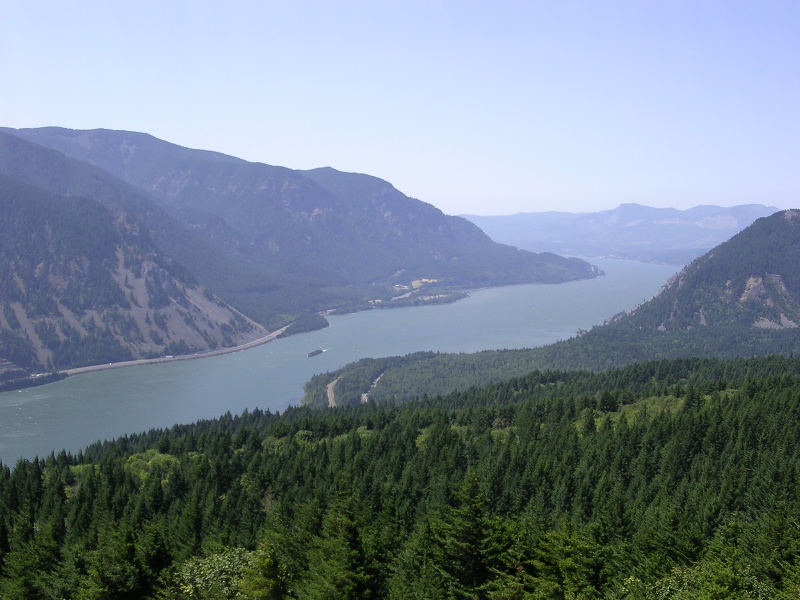
A imagem mostra o rio Columbia, um rio dos Estados Unidos.

Fluvial é um adjetivo que se refere às águas de qualquer rio.
É comum o emprego do termo "bacias fluviais" em alusão às bacias hidrográficas, transporte fluvial em alusão a transportes realizados em rios e manancial fluvial em alusão ao manancial de rios de uma região.